# Löhnberg
Löhnberg település Németországban, Hessen tartományban. Lakosainak száma 4713 fő (2023. december 31.). Löhnberg Leun, Mengerskirchen és Merenberg községekkel határos.

## Népesség
A település népességének változása:
| Lakosok száma | 4422 | 4477 | 4616 | 4645 | 4713 |
|               | 2017 | 2019 | 2021 | 2022 | 2023 |